# Bendinat
Bendinat és una localitat residencial costanera i una antiga possessió del terme de Calvià, a Mallorca. Està situat al peu de la Serra de na Burguesa, tocant el terme de Palma. Les antigues cases de la possessió foren convertides en un castell historicista, que actualment és un hotel: el Castell de Bendinat.

## Topònim
La tradició popular no es pogué resistir a l'homofonia de Bendinat amb els mots bé i dinat, i fabulà una situació durant la Conquesta en què el Rei en Jaume feia un àpat al lloc i sentenciava Bé hem dinat. Naturalment, aquesta explicació és totalment fantasiosa. La realitat és que el topònim és àrab, i que està documentat per primera vegada el 1235 amb la forma Benidex, si la identificació entre la dita documentació i Bendinat és correcta.
Pel que fa als mots àrabs que conformarien el topònim, es tracta d'un cas de l'àrab benī 'fills de', el qual servia per crear topònims basats en la propietat, com les partícules catalanes Can i Son (< Ço en). El segon element podria ser dināt, i així seria ibn dināt 'fill de l'imberbe'. En canvi, Coromines pensa que tal mot dināt no existeix en àrab o gairebé no té presència en la llengua popular, i creu més aviat que es tracta del nom del propietari; en el Repartiment apareix com a propietari un tal Abedinar, i Dīnār encara ara és un nom propi comú a Algèria. Així, segons el lingüista, el nom original de l'alqueria, (A)bedinar, es transformaria en Bendinat en part gràcies a l'etimologia popular de Bé hem dinat.

## Història
En època islàmica Bendinat era una alqueria. Durant la conquesta catalana, després de la victòria a Santa Ponça, les tropes del Rei en Jaume passaren per les terres de l'alqueria i probablement hi acamparen. Conta la llegenda que la host tenia poques provisions, i que el rei va haver de sopar de pa xopat, olives i alls; acabat de sopar, va sentenciar Bé hem dinat, i així s'explicava, popularment, l'origen del topònim. Tot i la fabulositat de la llegenda, la realitat és que és molt probable que el rei sopàs a la tenda d'Oliver de Térmens, acampat a l'alqueria de Bendinat, que podria ser la documentada el 1235 alqueria de Benidex.
Després de la Conquista, correspongué a Berenguer de Palou, bisbe de Barcelona, en les terres del qual el segle xiv es formaria la Baronia del Pariatge. A partir del segle xv la possessió era propietat de la família Burgues. Així, l'any 1507 Francesc Burgues era propietari de l'alqueria de Bendinat i de les possessions de Santa Eulàlia i Son Boronat. Segons un document de l'any 1590 la propietària era dona Isabel Burgues, cònjuge del senyor Bernat de Boixadors, i ja comprenia zona de muntanya de la Serra de Portopí, que recentment havia estat agregada a la possessió. Arran d'aquesta propietària, la muntanya passà a ser anomenada na Burguesa.
El segle xvii passà dels Burgues als Sales, puix que l'any 1666 Jeroni de Sales i de Verí guanyà el plet als Pacs-Boixadors sobre l'heretat dels Burgues. En aquesta època era una possessió important pel que fa a producció agrícola, però només tenia unes rústiques cases i dependències pageses.
La possessió passà als Caro, Marquesos de la Romana, quan Pere Caro i Sales heretà la seva mare, Dionísia de Sales i Boixadors, propietària de la possessió. Joaquim Maria Bover ressenya la situació de la propietat l'any 1850: El Exmo marqués de la Romana, como sucesor de la casa de Salas, y esta de Da. Beatriz Burgues, tiene la alquería Bendinat, el monte de na Burguesa, y la casa de esta familia, que es la del Casino Palmesano.
A la mort de son pare, Pere Caro Álvarez de Toledo (1829-1888) heretà la propietat i, juntament amb la seva esposa hongaresa Elisabeth Széchenyi Zichi-Ferraris, impulsà la conversió de les cases de la possessió en castell d'estil neogòtic, el Castell de Bendinat. Pocs anys després de la inauguració del castell els marquesos es traslladaren a viure fora de Mallorca, i la possessió fou venuda el 1876 a Joana-Adelaida Dameto i de Verí, futura comtessa de Peralada i esposa de Ramon Despuig i Fortuny, qui l'any 1884 esdevindria comte de Montenegro. En la data de la transacció, la propietat tenia 2.800 quarterades d'extensió i s'escripturà per un valor de 123.000 lliures
Amb l'arribada del turisme, la possessió es començà a parcel·lar. Així, el pla urbanístic de la zona de Bendinat data de 1959. Amb la urbanització de les terres de la part costanera, la possessió de Bendinat es fragmentà en diverses urbanitzacions: Portals Nous, la Costa d'en Blanes, Illetes, Cal Català i una urbanització, més pròxima al castell, que s'anomenà Bendinat.

## La urbanització
La urbanització de Bendinat es troba al peu del Castell de Bendinat, entre l'autopista i les localitats de Portals Nous i Illetes. Es tracta d'una urbanització sobretot residencial, on abunden els xalets. No obstant això, també hi ha qualque hotel i a les platges més pròximes hi arriben molts de turistes, principalment al port esportiu de Portals, pròxim a la localitat. El 2017, la població més pròxima al Castell era de 464 habitants.

### Serveis
A Bendinat hi ha un institut públic, l'IES Bendinat, que dona servei a totes les urbanitzacions de la zona. Pel que fa a l'oci, Bendinat compta amb un camp de golf, un balneari natural de fàcil accés i diversos hotels i restaurants. Pel que fa al turisme, destaca el turisme de luxe i familiar més que no pas el turisme de sol i platja; no obstant això, és pròxim a diverses platges: la Caleta de Bendinat, Cala Contesa, Cala Xinxell i Cala Portals Nous.

### Edificis d'interés
Destaca principalment el Castell de Bendinat, un castell neogòtic que s'alça sobre les antigues cases de la possessió. Fou manat construir pels marquesos de la Romana i estava acabat entorn de 1867.
A més del castell, un altre edifici d'interés és l'Hotel Bendinat, de 1951, un dels primers exemples de la primera arquitectura turística de la zona, encara molt lluny dels grans hotels multitudinaris dels setanta. És obra de l'arquitecte Francesc Casas, qui va dissenyar també altres hotels de l'època a Mallorca.
Entre Bendinat i Illetes es troba el Fort d'Illetes, un fort militar del segle xix.